# Eva Miriam Hart
Pour les articles homonymes, voir Hart.
Eva Miriam Hart (31 janvier 1905 - 14 février 1996) est l'une des dernières survivantes du naufrage du Titanic. Embarquée en deuxième classe avec ses parents, elle survit à la catastrophe avec sa mère, qui avait craint un problème dès le début de la traversée. Le corps de son père disparu n'a jamais été retrouvé. Après avoir été chanteuse professionnelle, organisatrice au sein du Parti conservateur britannique et magistrat, Hart devient progressivement célèbre comme l'une des dernières rescapées du Titanic.
Souvent interrogée sur le sujet, elle participe à des documentaires et se montre fermement opposée à la remontée d'objets de l'épave du paquebot. Elle critique également très fermement la White Star Line et le manque de canots de sauvetage à bord du navire.

## Biographie

### Jeunesse et naufrage duTitanic

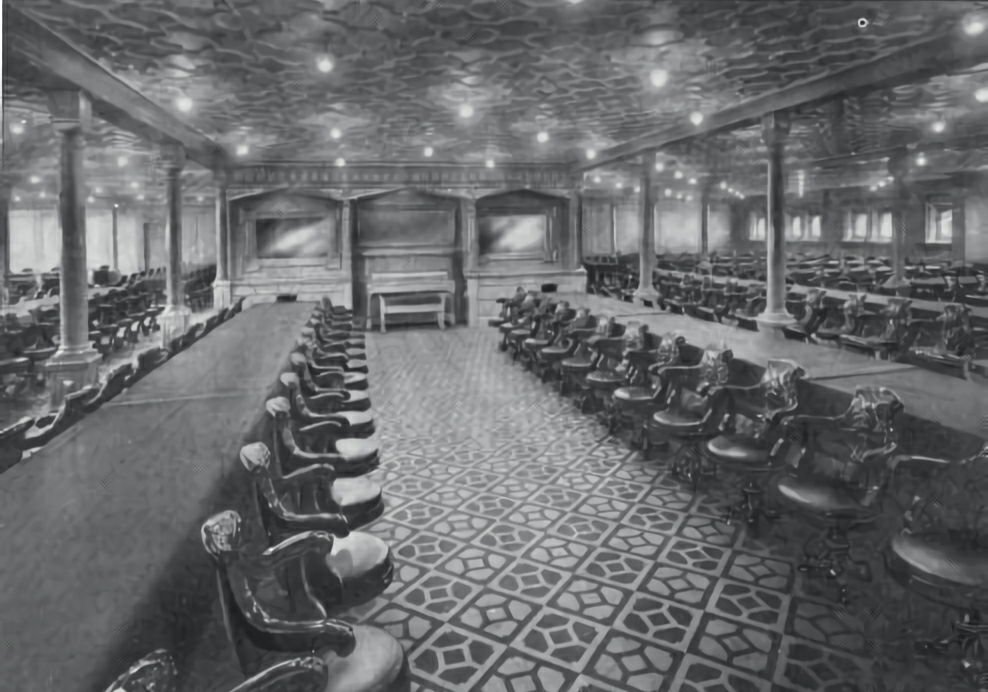
Eva Hart voyageait en deuxième classe sur le Titanic (ici, la salle à manger de deuxième classe).

Eva Hart naît le 31 janvier 1905 à Londres en Angleterre. Elle est la fille de Benjamin et Ether Hart. Son père est alors entrepreneur dans le bâtiment.
En 1912, la famille compte émigrer à Winnipeg au Canada pour y ouvrir un bureau de tabac. Une semaine avant leur départ, une fête se tient dans le village en leur honneur. Ils auraient dû voyager directement vers le Canada, mais Benjamin Hart préfère passer par New York pour voir un proche. Le 10 avril 1912, Eva Hart embarque donc à Southampton à bord du Titanic avec ses deux parents. Tous trois voyagent en deuxième classe. Durant toute la traversée, Esther Hart se montre très angoissée. Elle considère en effet que qualifier le navire d'insubmersible était une offense à Dieu, et que le malheur doit frapper le navire. Convaincue qu'un problème surviendra de nuit, elle reste éveillée durant cette période et dort le jour.
Le dimanche matin a lieu un office religieux en deuxième classe auquel assistent les Hart. Le soir, vers 23 h 40, alors qu'Eva dort, le Titanic heurte un iceberg. Parti chercher des renseignements, Benjamin Hart revient à sa cabine et fait monter sa famille sur le pont des embarcations. Eva et sa mère embarquent dans le no 14. Le père disparaît dans le naufrage, et son corps n'a jamais été retrouvé ou identifié.

### Carrière et fin de vie
Eva et sa mère sont recueillies au matin par le Carpathia qui les ramène, ainsi que tous les rescapés, à New York. Elles rentrent par la suite en Angleterre à bord du Celtic grâce à l'aide d'associations de bienfaisance. Esther Hart meurt en 1928. Sa fille est pendant un certain temps hantée par de nombreux cauchemars relatifs à l'expérience vécue, et doit faire des efforts pour s'en débarrasser. Elle garde, de plus, des souvenirs très précis du naufrage.
Durant sa vie, elle effectue nombre de carrières. Elle est ainsi chanteuse en Australie, magistrat et organisatrice dans le Parti conservateur britannique.
Eva Hart devient avec le temps l'une des dernières rescapées du Titanic. De fait, elle témoigne à plusieurs reprises sur le sujet et critique fortement la White Star Line et le manque de canots de sauvetage. Elle déclare ainsi :

« Quand un navire est torpillé, c'est la guerre. S'il heurte un rocher pendant une tempête, c'est la nature. Mais qu'on meure juste parce qu'il n'y a pas assez de canots, c'est ridicule. »

De plus, elle s'oppose fortement à la remontée d'objets du navire et assimile ceux qui s'y prêtent à des « chasseurs d'or, des vautours, des pirates ». Elle déclare notamment au sujet de l'épave que « le navire est son propre mémorial. Qu'on le laisse juste comme il est ».
Eva meurt le 14 février 1996 en Angleterre, à l'âge de 91 ans. Un pub anglais à Chadwell Heath dans le nord-est de Londres porte son nom, « The Eva Hart ». Il est ouvert en son hommage en 1998.